# Randers amt
Randers amt (danska: Randers Amt) var ett amt på nordöstra Jylland i Danmark. Amtet omfattade ett område som sträckte sig från halvön Djursland och därifrån vidare mot Mariagerfjorden i nordväst. Det omfattade även ön Anholt i Kattegatt. Jordmånen i området består huvudsakligen av bördig moränlera. Åker och äng upptog cirka 80 procent av amtets yta. Utöver residensstaden Randers omfattade amtet även städerna Ebeltoft, Grenå, Hobro och Mariager.

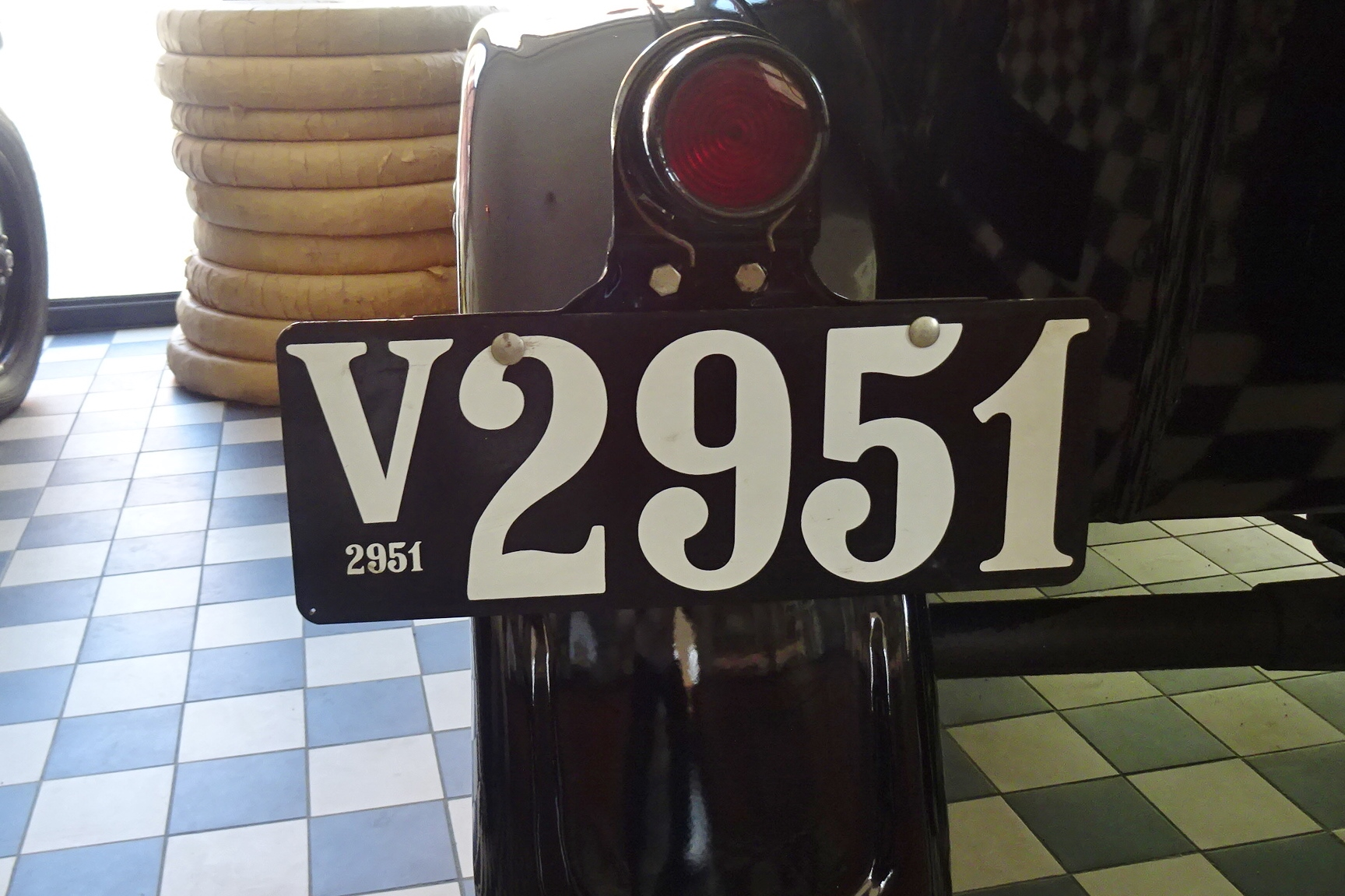
Gammal registreringsskylt från Randers amt.

## Administrativ historik
Randers amt bildades i samband med amtsreformen 1793 genom en sammanslagning av Kalø amt och den nordöstra delen av Dronningborgs amt.
1799 fördes Galtens härad (som även det tidigare hade tillhört Dronningborgs amt) över från Århus amt till Randers amt.
Amtet upphörde i samband med kommunreformen 1970 då det till större delen blev en del av Århus amt, medan en mindre del kring staden Hobro fördes till Nordjyllands amt. Sedan kommunreformen 2007 tillhör större delen av området Region Mittjylland, medan ett mindre område vid Mariagerfjorden i nordväst tillhör Region Nordjylland.

## Härader

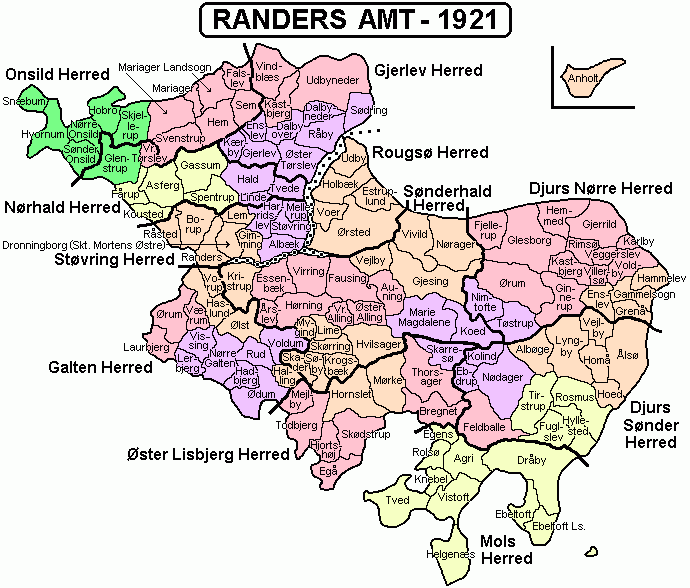
Karta över Randers amt med dess indelning i härader och socknar.

Randers amt omfattade elva härader:
- Djurs Nørre härad
- Djurs Sønders härad
- Galtens härad
- Gjerlevs härad
- Mols härad
- Nørhalds härad
- Onsilds härad
- Rougsø härad
- Støvrings härad
- Sønderhalds härad
- Øster Lisbjergs härad